# Campeonato Mundial de Remo de 1982
El XII Campeonato Mundial de Remo se celebró en Lucerna (Suiza) entre el 25 y el 29 de agosto de 1982 bajo la organización de la Federación Internacional de Sociedades de Remo (FISA) y la Federación Suiza de Remo.
Las competiciones se realizaron en el canal de remo del lago Rotsee, ubicado al norte de la ciudad helvética.

## Medallistas

### Masculino
| Evento                         | Oro | Plata | Bronce |
| ------------------------------ | --- | --- | --- |
| Scull individual M1X           | Rüdiger Reiche RDA | Vasili Yakusha URSS | John Biglow Estados Unidos |
| Doble scull M2X                | Rolf Thorsen · Alf Hansen · Noruega · | Klaus Kröppelien Joachim Dreifke RDA | Zdeněk Pecka Václav Vochoska Checoslovaquia |
| Cuatro scull M4X               | Karl-Heinz Bußert Uwe Mund Martin Winter Uwe Heppner RDA | Michael Dürsch Raimund Hörmann Albert Hedderich Dieter Wiedenmann RFA                                                                                       | Viktor Rudakovich Vladimir Koldyshkin Alexandr Zdravomyslov Valeri Kleshniov URSS |
| Dos sin timonel M2-            | Hans Magnus Grepperud · Sverre Løken · Noruega · | Carl Ertel Ulf Sauerbrey RDA | Sjoerd Hoekstra · Joost Adema · Países Bajos · |
| Dos con timonel M2+            | Carmine Abbagnale · Giuseppe Abbagnale · Giuseppe Di Capua (t) · Italia · | Karsten Schmeling Jürgen Seyfarth Hendrik Reiher (t) RDA | Milan Škopek Milan Doleček Oldřich Hejdušek (t) Checoslovaquia |
| Cuatro sin timonel M4-         | Bruno Saile · Jürg Weitnauer · Hans-Konrad Trümpler · Stefan Netzle · Suiza · | Alexei Kamkin Valeri Dolinin Alexandr Kulaguin Vitali Yeliseyev URSS                                                                                        | Petru Iosub Valer Toma Daniel Voiculescu Constantin Airoaie Rumania |
| Cuatro con timonel M4+         | Thomas Greiner Hans Sennewald Ulrich Kons Ullrich Dießner Andreas Gregor (t) RDA | Vojtěch Caska Josef Neštický Karel Neffe Jan Kabrhel Jiří Pták (t) Checoslovaquia                                                                           | Andrew Sudduth Charles Altekruse John Everett Fred Borchelt Robert Jaugstetter (t) Estados Unidos |
| Ocho con timonel M8+           | Leslie O'Connell Michael Stanley Andrew Stevenson George Keys Roger White-Parsons Christopher White Anthony Brook David Rodger Andrew Hay (t) Nueva Zelanda 5:36,99                               | Jens Doberschütz Hans-Peter Koppe Gert Uebeler Jörg Friedrich Ralf Brudel Harald Jährling Bernd Niesecke Bernd Höing Klaus-Dieter Ludwig (t) RDA 5:39,17    | Žoržs Tikmers Dimants Krišjānis Dzintars Krišjānis Viktor Omelianovich Viktor Diduk Vladimir Krilov Zigmantas Gudauskas Nikolai Solomajin Juris Bērziņš (t) URSS 5:39,52                                     |
| Scull individual ligero LM1X   | Raimund Haberl · Austria · | Scott Roop Estados Unidos | Luca Migliaccio · Italia · |
| Doble scull ligero LM2X        | Francesco Esposito · Ruggero Verroca · Italia · | William Belden Paul Fuchs Estados Unidos | Pius Z'Rotz · Kurt Steiner · Suiza · |
| Cuatro sin timonel ligero LM4- | Marco Romano · Daniele Boschin · Paolo Martinelli · Pasquale Aiese · Italia · | Guillermo Müller Gascón · José María de Marco · Enrique Briones · Luis María Moreno · España ·                                                              | Mikael Espersen Flemming Jensen Lars Porneki Kim Hagsted Dinamarca |
| Ocho con timonel ligero LM8+   | Vittorio Valentinis · Mauro Torta · Franco Pantano · Valentino Tontodonati · Renzo Borsini · Lanfranco Borsini · Claudio Castiglioni · Leonardo Salani · Giuseppe Di Capua (t) · Italia · 5:49,45 | Michael Djervig Jørn Jørgensen Ivar Mølgaard Arne Højlund Søren Hansson Søren Christensen Jan Christensen Bent Fransson Jan Rasmussen (t) Dinamarca 5:50,47 | Fernando Climent · Ángel Sáez Bernardos · Francisco Goicoechea · Antonio Elizalde · Alberto Molina Castillo · Ángel Viana · Javier Puertas Cabezudo · Dionisio Redondo · José Delgado (t) · España · 5:51,90 |

### Femenino
| Evento                        | Oro | Plata | Bronce |
| ----------------------------- | --- | --- | --- |
| Scull individual W1X          | Irina Fetisova URSS | Valeria Răcilă Rumania | Stephanie Foster Nueva Zelanda |
| Doble scull W2X               | Yelena Bratishko Antonina Majina URSS | Kerstin Kirst Martina Schröter RDA | Janice Mason · Lisa Roy · Canadá · |
| Cuatro scull con timonel W4X+ | Larisa Popova Yelena Jloptseva Olga Kaspina Tatiana Bashkatova Mariya Zemskova (t) URSS                                                                           | Jutta Hampe Heidi Westphal Cornelia Linse Jutta Ploch Andrea Rost (t) RDA | Maria Micșa Maricica Țăran Elisabeta Oleniuc Sofia Corban Ecaterina Oancia (t) Rumania                                                         |
| Dos sin timonel W2-           | Silvia Fröhlich Marita Sandig RDA | Małgorzata Dłużewska · Czesława Kościańska · Polonia · | Elizabeth Craig · Patricia Smith · Canadá · |
| Cuatro con timonel W4+        | Svetlana Semionova Valentina Semionova Galina Stepanova Larisa Zavarzina Nina Cheremisina (t) URSS                                                                | Kathryn Keeler Carol Bower Harriet Metcalf Barbara Kirch Valerie McClain-Ward (t) Estados Unidos                                                                               | Rodica Arba Mihaela Armășescu Aurora Darko Elena Horvat Cristina Dinu (t) Rumania                                                              |
| Ocho con timonel W8+          | Yelena Makushkina Liudmila Konopliova Nina Umanets Yelena Terioshina Natalia Yatsenko Marina Studneva Raisa Doligoida Sarmīte Stone Nina Frolova (t) URSS 2:57,97 | Elizabeth Miles Shyril O'Steen Kristine Norelius Janet Harville Jennifer Marshall Joline Esparza Harriet Metcalf Kristen Thorsness Nanette Bernadou (t) Estados Unidos 3:01,50 | Claudia Noack Ute Steindorf Sabine Portius Carola Miseler Steffi Götzelt Sigrid Anders Iris Rudolph Karin Metze Kirsten Wenzel (t) RDA 3:02,89 |

## Medallero
| Núm. | País           | Oro | Plata | Bronce | Total |
| ---- | -------------- | --- | ----- | ------ | ----- |
| 1    | URSS           | 5   | 2     | 2      | 9     |
| 2    | RDA            | 4   | 6     | 1      | 11    |
| 3    | Italia         | 4   | 0     | 1      | 5     |
| 4    | Noruega        | 2   | 0     | 0      | 2     |
| 5    | Nueva Zelanda  | 1   | 0     | 1      | 2     |
| 5    | Suiza          | 1   | 0     | 1      | 2     |
| 7    | Austria        | 1   | 0     | 0      | 1     |
| 8    | Estados Unidos | 0   | 4     | 2      | 6     |
| 9    | Rumania        | 0   | 1     | 3      | 4     |
| 10   | Checoslovaquia | 0   | 1     | 2      | 3     |
| 11   | Dinamarca      | 0   | 1     | 1      | 2     |
| 11   | España         | 0   | 1     | 1      | 2     |
| 13   | RFA            | 0   | 1     | 0      | 1     |
| 13   | Polonia        | 0   | 1     | 0      | 1     |
| 15   | Canadá         | 0   | 0     | 2      | 2     |
| 16   | Países Bajos   | 0   | 0     | 1      | 1     |
|      | TOTAL          | 18  | 18    | 18     | 54    |